# .hr
.hr je nacionalna vršna vrhovna internetska domena (eng. country code top-level domain – ccTLD) dodijeljena Hrvatskoj. Ovom domenom od 1993. upravlja CARNet i prema utvrđenim pravilima u njoj se mogu registrirati samo pravne i fizičke osobe sa samostalnom djelatnošću u području računalstva kojima je sjedište registrirano unutar Europske unije.

## Statistika
- Do 31. prosinca 2006. ukupno je registrirana 44 001 domena (uključene i sve poddomene).
- Do 31. prosinca 2007. ukupno je registrirana 53 432 domena (uključene i sve poddomene).
- Do 31. prosinca 2008. ukupno je registrirana 63 190 domena (uključene i sve poddomene).
- Do 31. prosinca 2008. ukupno je registrirana 72 870 domena (uključene i sve poddomene).
- Dana 13. lipnja 2015. ukupno je registrirano 89 044 domena.
- Dana 10. rujna 2017. ukupno je registrirano 98 779 domena.
- Dana 14. prosinca 2017 oko 15:00 sati ostvareno je 100 000 registriranih .hr domena.[2]

## Vanjske poveznice
- Stranice HR-DNS službe
- IANA .hr whois informacija  Arhivirana inačica izvorne stranice od 7. rujna 2008. (Wayback Machine)
- TOTOHOST d.o.o. - ovlašteni registrar .hr domena